# Полковников, Олег Олегович
Оле́г Оле́гович Полко́вников (укр. Олег Олегович Полковников; род. 13 декабря 1973, Киев, СССР) — украинский хоккеист, правый защитник.

## Биография
Выступал за «Сокол» (Киев), ШВСМ (Киев), «Ак Барс» (Казань), «Торпедо» (Ярославль), ЦСК ВВС (Самара), «Спартак» (Москва), «Динамо» (Москва), ЦСКА (Москва), ХК «Капфенберг», «Беркут» (Бровары), «Белый Барс» (Бровары).
В составе национальной сборной Украины участник чемпионатов мира 1993 (группа C), 1994 (группа C), 1995 (группа C), 1998 (группа B), 2000 и 2001. В составе молодёжной сборной СССР участник чемпионата Европы 1991. В составе молодёжной сборной Украины участник чемпионата мира 1993 (группа C).